# Thomas Mitford
Thomas (Tuddemy, Tom) Mitford, född 2 januari 1909 i London, död 1945, var en brittisk advokat, militär och ett av de sju syskonen Mitford. 

## Biografi
Thomas Mitford var makarna David Freeman-Mitford (Fave) och Sydney Bowles (Muv) tredje och mest efterlängtade barn eftersom han skulle bli den manlige arvtagaren.
Flickorna Mitford fick tidigt lära sig att de inte skulle få något arv, Thomas var arvingen som skulle bära arvet vidare och som skulle få alla resurser. Medan systrarna utbildades av guvernanter hemma sändes Thomas till internatskolan Eton College i Eton. Han placerades på The College of Our Lady of Eaton beside Windsor där i stort sett alla män i släkten tidigare studerat. Medan han studerade vid Eton inledde han en sexuell relation med Harmish St Clair Erskine som senare kom att bli hans äldre syster Nancys pojkvän. Thomas kom med tiden att avverka den ena kvinnliga förbindelsen efter den andra medan Erskine för att komma bort från Nancy kortvarigt förlovade sig med en annan flicka. Systern Jessica påstår att Thomas handgripligen introducerade minst två av sina systrar till sexuallivet.
Thomas vistades mycket i Tyskland under sin uppväxt; han talade tyska flytande och betraktade det som sitt andra fosterland. Vid ett av besöken i Tyskland blev han via sin syster Unity Mitford presenterad för Adolf Hitler, han tyckte om honom som person men kunde inte stå upp bakom hans idéer. Thomas hade många judiska vänner och han ansåg att det var absurt att driva den antisemitiska linjen. Han gav efter och gick med i sin svågers fascistiska parti (British Union of Fascists (BUF)). Han anmälde sig för tjänstgöring i andra världskriget med den önskan att inte behöva delta i strider mot tyskarna. Han placerades i Libyen men när hans regemente skulle förflyttas till Europa anmälde han sig som frivillig till kriget mot japanerna i Burma. Han sårades svårt den 3 april 1945 och avled kort därpå.
På den lilla minnesplattan som restes över honom vid kyrkan i Swinbrook står det The perfect son.

## The Hon
The Honourable, förkortat The Hon, är ett prefix som i Storbritannien fogas till namnet för obetitlade barn till en baron. Titeln förekommer även i Jessica Mitfords barndomsskildring Hons and Rebels där ordet hons antas betyda höns (hens), eftersom alla syskonen på sitt hemliga barnspråk (honnish) kallade varandra The hons efter flygfäna. Anledningen var att mamma Sydney startade med ett hönseri för att producera ägg. Äggpengarna användes till att avlöna en guvernant som svarade för barnens utbildning.

## Syskon
- Nancy Mitford (1904-1973). Brittisk författare
- Pamela Mitford (1907-1994). Arbetade med hönsuppfödning och införde några nya hönsraser till England.
- Diana Mitford (1910-2003). I sitt andra gifte, gift med den brittiska fascistledaren Sir Oswald Mosley.
- Unity Mitford (1914-1948) Blev tidigt fascist och en stor beundrare av Adolf Hitler.
- Jessica Mitford (1917-1996). Författare och deltagare i det spanska inbördeskriget
- Deborah Mitford (1920-2014). Hertiginna, författare och mormor till Stella Tennant.